# Cheirodontinae
A Cheirodontinae a sugarasúszójú halak (Actinopterygii) osztályába, a pontylazacalakúak (Characiformes) rendjébe a pontylazacfélék (Characidae) családjába tartozó alcsalád.

## Rendszerezés
Az alcsaládba az alábbi 15 nem tartozik:
- Acinocheirodon – 1 faj
- Aphyocheirodon – 1 faj
- Cheirodon – 10 faj
- Cheirodontops – 1 faj
- Compsura – 2 faj
- Heterocheirodon – 2 faj
- Kolpotocheirodon – 1 faj
- Macropsobrycon – 1 faj
- Nanocheirodon – 1 faj
- Odontostilbe – 17 faj
- Prodontocharax – 3 faj
- Pseudocheirodon – 2 faj
- Saccoderma – 3 faj
- Serrapinnus – 7 faj
- Spintherobolus – 4 faj